# Космос-2028
Космос-2028 је један од преко 2400 совјетских вјештачких сателита лансираних у оквиру програма Космос.
Космос-2028 је лансиран са космодрома Тјуратам, Бајконур, СССР, 16. јуна 1989. Ракета-носач Сојуз је поставила сателит у орбиту око планете Земље. Маса сателита при лансирању је износила 6300 килограма. Космос-2028 је био војни сателит за фотографску картографију.